# IAR Seriile 800 - 899
Seriile 800 - 899 este un termen tehnic și o exprimare abreviantă folosit(ă) de constructorii romăni de aeronave referitor la anumite aeronave IAR – mai exact, avioane moderne – produse de Industria Aeronautică Română, respectiv la căteva din sucursalele sale, IAR Bacău, IAR Brașov, IAR Buftea, Avioane Craiova sau IAR Ghimbav.

### Grupul 800 - 899
- IAR 822
- IAR 823
- IAR 825
- IAR 831